# Myriocolea irrorata
Myriocolea irrorata är en bladmossart som beskrevs av Richard Spruce. Myriocolea irrorata ingår i släktet Myriocolea och familjen Lejeuneaceae. IUCN kategoriserar arten globalt som akut hotad.
Artens utbredningsområde är Ecuador. Inga underarter finns listade i Catalogue of Life.